# Rupaktal
Rupaktal is een ritmische cyclus uit de Hindoestaanse muziek, en heeft 7 matras, in drie groepen, de eerste groep heeft drie tellen, de beide andere twee. Het is de enige tala die met een khali begint. De theka is:
TIN TIN NA| DHIN DHA | DHIN DHA
De structuur is derhalve:
khali - thali - thali